# 黒部
黒部（）、（康煕字典体: 黑部）とは、漢字を部首により分類した物の一つ。
康熙字典214部首では203番目に置かれる（12画の3番目、亥集の17番目）。

## 概要
「黑（黒）」字は色の一種で、黒色を指す。火の燻りによって現れる色である。
また「暗黒（闇黒）」というように、光がない暗闇の色でもある。また中国伝統思想の範疇である五行では北方・水の色とされる。また「黒」字で暗闇自体を意味することもある。
同じく黒色を表す字に「玄」があるが、「玄」が天の色で包み込むような深淵な黒色であるのに対し、「黒」は他の場所とは区別される部分的な黒色である。
その字形は『説文解字』によると下部の「炎」による煙が上部の窓から出る様子に象り、火によって燻り出される色を表すという。また中央の「火」は「火」字ではなく、人の体で、上部の囲いは窓でなく汚れた人の顔であり、火によってあぶられた人の顔が煤けて汚れている様子に象るといった説がある。
偏旁の意符としては黒色や汚れに関することを示す。
黒部はこのような意符を構成要素に持つ漢字を収める。なお、意符であっても、「熏」字は火部に、「墨」字は土部に収められている。

## 字体差
印刷書体（明朝体）において『康熙字典』は囲いの内部が逆ハの字形である「黑」を採用しており、現代の中国・台湾・香港でもこれに従う。
日本の新字体は「黒」のように囲いの内部を「十」としている。なお、表外漢字においては康熙字典に従い「黑」を用いる。
| 康熙字典 中国・台湾・香港 | 日本 |
| ------------------------- | ---- |
| 黑                        | 黒   |

## 部首の通称
- 日本：くろ・くろへん[1]
- 韓国：검을흑부（geomeul heuk bu、黒い黑（黒）部）
- 英米：Radical Black

## 部首字
黑（黒）
- 中古音
  - 広韻 - 呼北切、徳韻、入声
  - 詩韻 - 職韻、入声
  - 三十六字母 - 暁母
- 現代音
  - 普通話 - 拼音：hēi 注音：ㄏㄟ ウェード式：hei1
  - 広東語 - Jyutping:hak1 イェール式:hak1
- 日本語 - 音：コク（漢音・呉音） 訓：くろ・くろい
- 朝鮮語 - 音：흑(heuk) 訓：검을（geomeul、黒い）

## 例字
- 黑（黒）
  - 4:黔・默（黙）、5:黛（黛）・黜・黝・點（点→火部5）、6:黠・黥、8:黨（党→儿部8）、9:黯、11:黴、14:黶、15:黷